# Agger Kirke
Agger Kirke er en kirke i landsbyen Agger i det vestlige Thy. Den er kirke i Agger Sogn, Sydthy Provsti (Aalborg Stift). Kirken ligger i Thisted Kommune; indtil Kommunalreformen i 1970 lå den i Vestervig-Agger Sognekommune i Refs Herred (Thisted Amt), 1970-2006 i Sydthy Kommune.
En ældre kirke (Vester Agger Kirke) blev 1838 erstattet af den nuværende, da havet kom stadig tættere på kirken.
| Citat                                                                                                  | Den lille Kirke er opført 1838 (da den ældre maatte opgives paa Grund af Brøstfældighed og Havets truende Nærhed) af Mursten og bestaar af Skib med fladt Bjælkeloft. Altertavlen er et Maleri af Fru Mulvad. Romansk Granitdøbefont. Paa Kirkegaarden ligger et smukt udskaaret Ligtræ over Maren Pedersdatter fra 1770 | Citat |
| Kongeriget Danmark, 3. udgave, 4. bind : Hjørring, Thisted, Aalborg, Viborg og Randers Amter, side 285 | |       |

De sidste rester af Vester Agger Kirke styrtede i havet 1839.

## Galleri
- Ligtræ